# Michael Schwandt

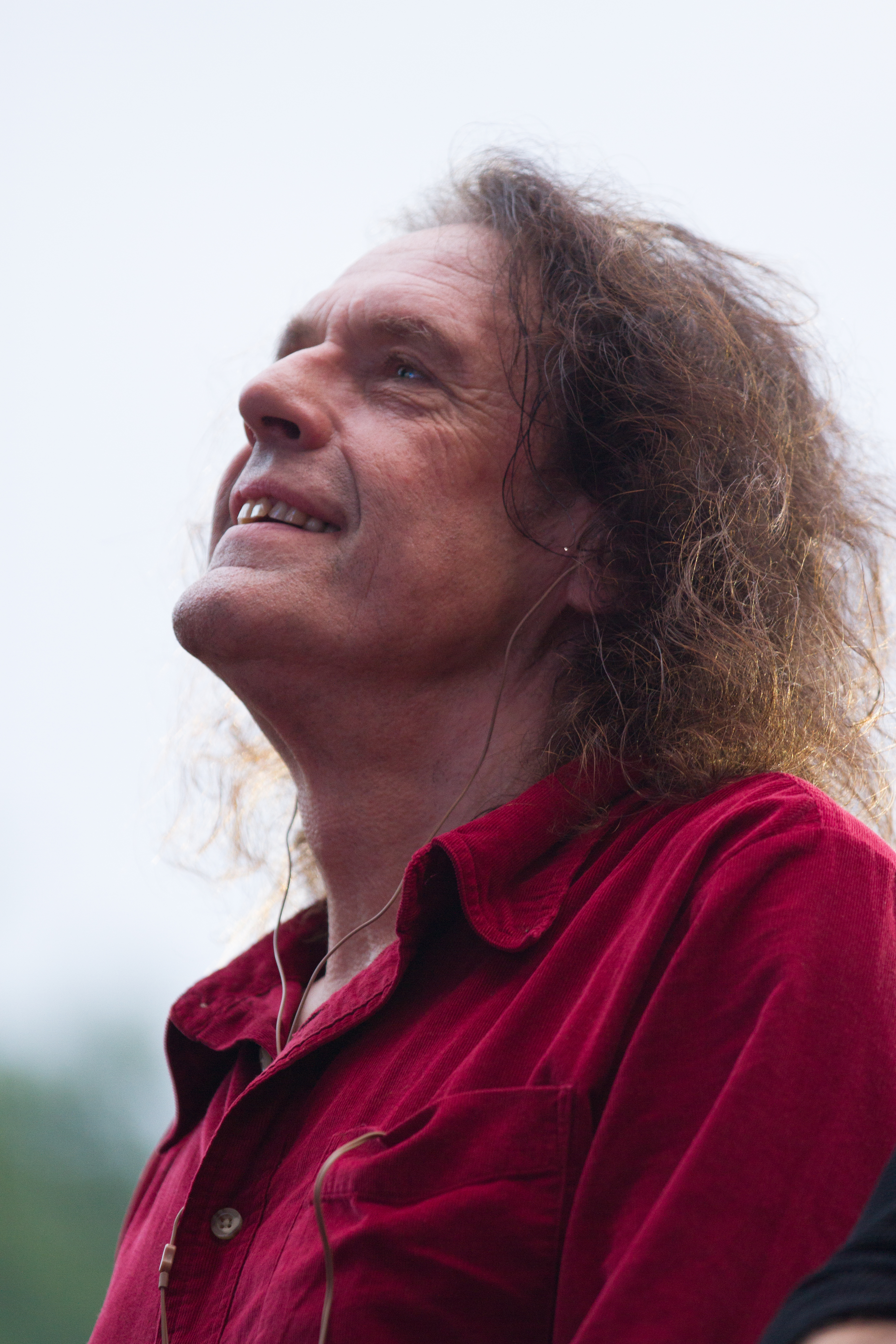
Michael Schwandt in der Waldbühne Berlin

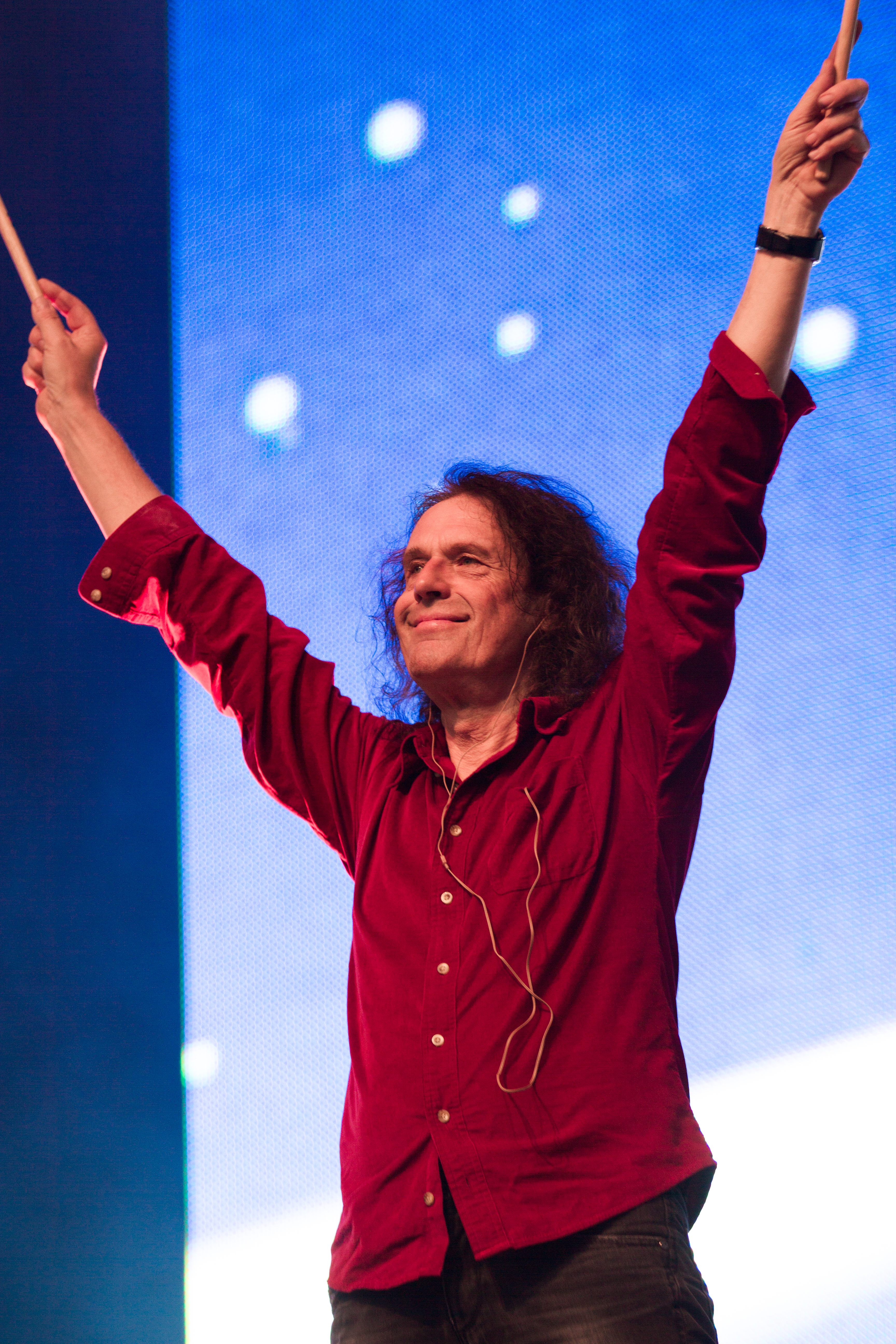
Michael Schwandt beim 40. Geburtstag von Karat 2015

Michael Schwandt (* 4. November 1947 in Merseburg) ist ein deutscher Schlagzeuger und Rockmusiker.

## Leben und Wirken
Schon während seiner Berufsausbildung von 1964 bis 1967 zum Elektromechaniker in den Buna-Werken war Michael Schwandt als Schlagzeuger in verschiedenen Amateurbands tätig. Von 1969 bis 1970 erhielt er nebenberuflichen Schlagzeug-Unterricht an der Bezirksmusikschule in Halle. Relativ spät entschied sich Schwandt für ein Studium, nämlich 1970. Auf der Musikhochschule Weimar belegte er in der Spezialklasse für Tanzmusik das Hauptfach Schlagzeug und das Nebenfach Klavier. Nach dem Ende des Studiums 1974 versuchte Michael Schwandt unter anderem mit dem Komponisten und Maler Michael Lehnert, eine eigene Gruppe ins Leben zu rufen. Da das Projekt jedoch keinen Erfolg hatte, stieg er in die damals sehr bekannte Horst-Krüger-Band in Berlin ein. 1976 wechselte er von dieser – zusammen mit dem Gitarristen Bernd Römer – zu Karat, mit denen er einige wichtige deutschsprachige Rockalben wie Über sieben Brücken, Schwanenkönig und Der blaue Planet einspielte.
Schwandt verließ die Band im Jahr 2022. Sein letztes Konzert mit Karat spielte er am 2. Oktober in Zittau.
1983 wurde er mit den andern Mitgliedern von Karat mit dem Nationalpreis der DDR III. Klasse für Kunst und Literatur ausgezeichnet.
Schwandt lebt in Bergfelde.

## Diskografie
- Karat, LP, 1978
- Über sieben Brücken, LP, 1979
- Albatros, LP, 1979
- Schwanenkönig, LP, 1980
- Der blaue Planet, LP, 1982
- Die sieben Wunder der Welt, LP, 1983
- Live – Auf dem Weg zu Euch (Live), LP, 1985
- Fünfte Jahreszeit, LP, 1987
- … im nächsten Frieden, LP, 1990
- Karat, LP, 1991
- Vierzehn Karat, CD, 1992
- Die geschenkte Stunde, CD, 1995
- Balance, CD, 1997
- Sechzehn Karat, CD, 1998
- Ich liebe jede Stunde, CD, 2000
- 25 Jahre – Das Konzert, CD, VHS, DVD 2001
- Licht und Schatten, CD, 2003
- 30 Jahre Karat, CD, 2005
- Ostrock in Klassik, CD, DVD, 2007
- Ostrock in Klassik Vol. 2, CD, 2009
- Ostrock in Klassik Vol. 2 Gold-Edition, Doppel-CD, 2010
- Weitergeh’n, CD, 2010
- Symphony, CD, 2013
- Rock Legenden, CD, 2014
- Seelenschiffe, CD, 2015
- Die legendären Konzerte 1975 & 1978, CD, 2023
- und weitere Sampler und Singles.